# Siobhan Owen
Pour les articles homonymes, voir Owen.
Siobhan Owen, née le 4 octobre 1993 à Llanfairpwllgwyngyllgogerychwyrndrobwllllantysiliogogogoch (Pays de Galles), est une soprano et harpiste australienne.

## Discographie
- 2008 : Purely Celtic
  1. Hen Wlad Fy Nhadau (Land of My Fathers – Galois)
  2. Suo Gân (Lullaby – Galois)
  3. My Lagan Love (Irlande)
  4. A Lullaby (Irlande)
  5. The Skye Boat Song (Ecosse)
  6. My Love is Like a Red, Red Rose (Ecosse)
  7. Amazing Grace (Angleterre)
  8. Siúil A Rún (Walk My Love – Gaélique irlandais)
  9. She Moved Through the Fair (Irlande)
  10. My Little Welsh Home (Galles)
  11. The Ash Grove (Galles)
  12. Danny Boy (Irlande)
  13. Lilium (Lily – Latin)
- 2009 : Celestial Echoes
- 2010 : Lilium
- 2012 : Storybook Journey
- 2016 : Entwined